# 坂井隆一郎
坂井 隆一郎（さかい りゅういちろう、1998年3月14日 - ）は、日本の陸上選手。専門は短距離。大阪ガス所属。日本陸上競技選手権2023・2024男子100ｍ走優勝。

## 人物
大阪府豊中市出身
豊中市立北緑丘小学校、豊中市立第十四中学校、大阪学園 大阪高等学校、
関西大学人間健康学部卒業。大阪ガス所属
専門は短距離で、100mの自己記録は布勢スプリント2022で記録した10秒02（+1.1）である。　
1秒間で5歩以上も足が回転している突出したピッチ走法をする選手である。これは世界的に見てもトップレベルの回転数となっている。
身長170cm、体重64キロ。

## 主な戦績
- 関西学生陸上競技対校選手権大会2019 優勝（10秒40）[1]

- 日本学生陸上競技個人選手権2019 優勝（10秒27）[2][3]

- 日本陸上競技選手権2019 6位（10秒31）
- 世界リレー2021 3位（一走、39秒42）
- 第69回全日本実業団対抗陸上競技大会 準優勝（10秒21）
- 日本陸上競技選手権2022 2位（10秒10）
- 布勢スプリント2022（10秒02）
- 日本陸上競技選手権2023 優勝（10秒11）
- 日本陸上競技選手権2024 優勝（10秒13）
- 2024年パリオリンピック 予選7組 5着（10秒17）[4]